# Jim Plunkett
James William Plunkett Jr (San José, California, 5 de diciembre de 1947), más conocido como Jim Plunkett, es un ex quarterback que jugó en la NFL durante dieciséis temporadas. Logró su mayor éxito durante sus últimas nueve temporadas con la franquicia de Oakland Raiders, a quien ayudó a ganar dos Super Bowl.
Ganador del Trofeo Heisman durante su carrera universitaria en Stanford, Plunkett fue seleccionado por New England Patriots como la primera selección global en el Draft de la NFL de 1971 y luego jugó para San Francisco 49ers. Su permanencia en los equipos fue en su mayoría infructuosa y lo llevó a ser firmado por los Raiders. Inicialmente sirvió como respaldo, se convirtió en el mariscal de campo titular del equipo durante la temporada de 1980 y ayudó a los Raiders a ganar el Super Bowl XV, donde fue nombrado MVP del juego. En 1983, Plunkett nuevamente ascendió de suplente a quarterback titular para ayudar a los Raiders a ganar el Super Bowl XVIII antes de retirarse tres años después. Él es el único mariscal de campo elegible en ganar dos Super Bowls como titular y no ser incluido en el Salón de la Fama del Fútbol Americano Profesional.

## Primeros años
Plunkett nació de padres mexicoamericanos. Su padre fue un vendedor de noticias afligido por la ceguera progresiva, que tuvo que mantener a su esposa ciega junto con sus tres hijos. Los padres de Plunkett nacieron en Nuevo México; su madre, cuyo apellido de soltera era Carmen Blea, nació en Santa Fe y su padre, William Gutiérrez Plunkett, nació en Albuquerque. Carmen también era de ascendencia indígena. Su padre William murió de un ataque al corazón en 1969.
Los Plunketts se mudaron a California durante la Segunda Guerra Mundial. William Plunkett trabajó primero en los astilleros de Richmond. En este momento, las dos hermanas mayores de Jim, Genevieve (16 años mayor que Jim) y Mary Ann (5 años mayor que Jim) habían nacido; Jim nació en 1947, después de que la familia se mudó a Santa Clara. Más tarde se mudaron a San José donde William tenía un puesto de periódicos, y donde pudieron encontrar viviendas de bajo costo. La familia vivía en pobreza relativa y recibió ayuda financiera estatal. Jim y sus hermanas aprendieron a trabajar duro y a hacer cosas por sí mismos a medida que crecían. También ayudaron a Carmen con la cocina y otras tareas domésticas.
Cuando Jim crecía, la situación financiera de la familia fue un gran problema para él. No le gustaba el área donde vivía, a menudo no tenía dinero para las citas y evitaba llevar amigos a su casa. Trabajó desde muy pequeño, limpiando en una gasolinera mientras estaba en la escuela primaria, repartiendo periódicos, empacando alimentos y trabajando en huertos. En sus años de escuela secundaria, trabajó durante el verano.
Jim fue al William C. Overfelt High School en los grados 9º y 10º y luego se transfió a y se graduó de la James Lick High School, ambos ubicados en el este de San José, California. Plunkett demostró su talento para lanzar el fútbol al ganar un concurso de lanzamiento a los 14 años con más de 60 yardas. Una vez que llegó a la escuela, jugó como mariscal de campo y defensivo para el equipo de fútbol. Compitió en baloncesto, béisbol, atletismo y lucha libre. Plunkett está en la pared del Salón de la Fama en James Lick.

## Estadísticas profesionales

### Temporada regular
| Temporada | Equipo  | Juegos | PT  | Registro (V-D) | Pases | Pases | Pases | Pases  | Pases | Pases | Pases | Pases | Pases  | Acarreos | Acarreos | Acarreos | Acarreos | Acarreos | Capturas | Capturas | Fumbles | Fumbles |
| Temporada | Equipo  | Juegos | PT  | Registro (V-D) | Comp  | Att   | Pct   | Yds    | YPA   | Lg    | TD    | Int   | Índice | Att      | Yds      | Prom     | Lg       | TD       | Cap      | Yds      | Fum     | Perd    |
| --------- | ------- | ------ | --- | -------------- | ----- | ----- | ----- | ------ | ----- | ----- | ----- | ----- | ------ | -------- | -------- | -------- | -------- | -------- | -------- | -------- | ------- | ------- |
| 1971      | NE      | 14     | 14  | 6-8            | 158   | 328   | 48.2  | 2158   | 6.6   | 88    | 19    | 16    | 68.6   | 45       | 210      | 4.7      | 16       | 0        | 36       | 319      | --      | --      |
| 1972      | NE      | 14     | 14  | 3-11           | 169   | 355   | 47.6  | 2196   | 6.2   | 62    | 8     | 25    | 45.7   | 36       | 230      | 6.4      | 21       | 1        | 39       | 385      | --      | --      |
| 1973      | NE      | 14     | 14  | 5-9            | 193   | 376   | 51.3  | 2550   | 6.8   | 64    | 13    | 17    | 65.8   | 44       | 209      | 4.8      | 20       | 5        | 37       | 350      | --      | --      |
| 1974      | NE      | 14     | 14  | 7-7            | 173   | 352   | 49.1  | 2457   | 7.0   | 69    | 19    | 22    | 64.1   | 30       | 161      | 5.4      | 37       | 2        | 21       | 174      | --      | --      |
| 1975      | SF      | 5      | 5   | 2-3            | 36    | 92    | 39.1  | 571    | 6.2   | 76    | 3     | 7     | 39.7   | 4        | 7        | 1.8      | 5        | 1        | 13       | 89       | --      | --      |
| 1976      | SF      | 12     | 12  | 6-6            | 126   | 243   | 51.9  | 1592   | 6.6   | 85    | 13    | 16    | 63.0   | 19       | 95       | 5.0      | 12       | 0        | 26       | 249      | --      | --      |
| 1977      | OAK     | 14     | 14  | 5-9            | 128   | 248   | 51.6  | 1693   | 6.8   | 47    | 9     | 14    | 62.1   | 28       | 71       | 2.5      | 9        | 1        | 30       | 242      | --      | --      |
| 1978      | OAK     | --     | --  | --             | --    | --    | --    | --     | --    | --    | --    | --    | --     | --       | --       | --       | --       | --       | --       | --       | --      | --      |
| 1979      | OAK     | 4      | 0   |                | 7     | 15    | 46.7  | 89     | 5.9   | 39    | 1     | 1     | 60.1   | 3        | 18       | 6.0      | 15       | 0        | 2        | 9        | --      | --      |
| 1980      | OAK     | 13     | 11  | 9-2            | 165   | 320   | 51.6  | 2299   | 7.2   | 86    | 18    | 16    | 72.9   | 28       | 141      | 5.0      | 17       | 2        | 36       | 285      | --      | --      |
| 1981      | OAK     | 9      | 7   | 2-5            | 94    | 179   | 52.5  | 1045   | 5.8   | 42    | 4     | 9     | 56.7   | 12       | 38       | 3.2      | 13       | 1        | 22       | 184      | --      | --      |
| 1982      | OAK     | 9      | 9   | 8-1            | 152   | 261   | 58.2  | 2035   | 7.8   | 52    | 14    | 15    | 77.0   | 15       | 6        | 0.4      | 10       | 0        | 23       | 211      | --      | --      |
| 1983      | OAK     | 14     | 13  | 10-3           | 230   | 379   | 60.7  | 2935   | 7.7   | 99    | 20    | 18    | 82.7   | 26       | 78       | 3.0      | 20       | 0        | 42       | 363      | --      | --      |
| 1984      | OAK     | 8      | 6   | 5-1            | 108   | 198   | 54.5  | 1473   | 7.4   | 73    | 6     | 10    | 67.6   | 16       | 14       | 0.9      | 9        | 1        | 13       | 103      | --      | --      |
| 1985      | OAK     | 3      | 3   | 1-2            | 71    | 103   | 68.9  | 803    | 7.8   | 41    | 3     | 3     | 89.6   | 5        | 12       | 2.4      | 7        | 0        | 13       | 101      | --      | --      |
| 1986      | OAK     | 10     | 8   | 3-5            | 133   | 252   | 52.8  | 1986   | 7.9   | 81    | 14    | 9     | 82.5   | 12       | 47       | 3.9      | 11       | 0        | 27       | 215      | --      | --      |
| Carrera   | Carrera | 157    | 144 | 72-72          | 1,943 | 3,701 | 52.5  | 25,882 | 7.0   | 99    | 164   | 198   | 67.5   | 323      | 1,337    | 4.1      | 37       | 14       | 380      | 3,279    | --      | --      |

### Playoffs
| Temporada | Equipo  | Juegos | Registro (V-D) | Pases | Pases | Pases | Pases | Pases | Pases | Pases | Pases | Pases  | Acarreos | Acarreos | Acarreos | Acarreos | Acarreos | Capturas | Capturas | Fumbles | Fumbles |
| Temporada | Equipo  | Juegos | Registro (V-D) | Comp  | Att   | Pct   | Yds   | YPA   | Lg    | TD    | Int   | Índice | Att      | Yds      | Prom     | Lg       | TD       | Cap      | Yds      | Fum     | Perd    |
| --------- | ------- | ------ | -------------- | ----- | ----- | ----- | ----- | ----- | ----- | ----- | ----- | ------ | -------- | -------- | -------- | -------- | -------- | -------- | -------- | ------- | ------- |
| 1980      | OAK     | 4      | 4-0            | 49    | 92    | 53.3  | 839   | 9.1   | 80    | 7     | 3     | 96.2   | 12       | 22       | 1.8      | 9        | 1        | 0        | 0        | --      | --      |
| 1982      | LAR     | 2      | 1-1            | 45    | 70    | 64.3  | 652   | 9.3   | 64    | 1     | 5     | 69.5   | 6        | 28       | 4.7      | 11       | 0        | 0        | 0        | --      | --      |
| 1983      | LAR     | 3      | 3-0            | 54    | 83    | 65.1  | 618   | 7.4   | 50    | 2     | 2     | 85.3   | 10       | 47       | 4.7      | 14       | 0        | 0        | 0        | --      | --      |
| 1984      | LAR     | 1      | 0-1            | 14    | 27    | 51.9  | 184   | 6.8   | 46    | 1     | 2     | 55.2   | 0        | 0        | 0.0      | 0        | 0        | 0        | 0        | --      | --      |
| Carrera   | Carrera | 10     | 8-2            | 162   | 272   | 59.6  | 2,293 | 8.4   | 80    | 11    | 12    | 81.9   | 28       | 97       | 3.5      | 14       | 1        | 0        | 0        | --      | --      |

### Super Bowl
| Temporada | Equipo  | Rival   | Edición | Resultado | Pases | Pases | Pases | Pases | Pases | Pases | Pases | Pases | Pases  | Acarreos | Acarreos | Acarreos | Acarreos | Acarreos | Capturas | Capturas | Fumbles | Fumbles |
| Temporada | Equipo  | Rival   | Edición | Resultado | Comp  | Att   | Pct   | Yds   | YPA   | Lg    | TD    | Int   | Índice | Att      | Yds      | Prom     | Lg       | TD       | Cap      | Yds      | Fum     | Perd    |
| --------- | ------- | ------- | ------- | --------- | ----- | ----- | ----- | ----- | ----- | ----- | ----- | ----- | ------ | -------- | -------- | -------- | -------- | -------- | -------- | -------- | ------- | ------- |
| 1980      | OAK     | PHI     | XV      | V 27-10   | 13    | 21    | 61.90 | 261   | 12.43 | 80    | 3     | 0     | 145.0  | 3        | 9        | 3.0      | 5        | 0        | 0        | 0        | --      | --      |
| 1983      | LAR     | WAS     | XVII    | V 38-9    | 16    | 25    | 64.00 | 172   | 6.88  | 50    | 1     | 0     | 97.4   | 1        | -2       | -2.0     | -2       | 0        | 0        | 0        | --      | --      |
| Carrera   | Carrera | Carrera | 1       | 1-0       | 29    | 46    | 63.04 | 433   | 9.41  | 80    | 4     | 0     | 122.8  | 4        | 7        | 1.75     | 5        | 0        | 0        | 0        | --      | --      |